# 赵炎
赵炎（1951年4月—），原名赵殿燮，北京人，中国第八代相声演员，国家一级演员。师从马季并与其搭档多年。九三学社社员。

## 经历
1968年下乡到中国人民解放军黑龙江生产建设兵团三十二团五连。当过农工、开过拖拉机，也曾创作表演曲艺节目。
1976年赴京参加全国曲艺调演，次年进入中国广播说唱团。调入后即拜马季为师，两人初次同台表演了相声作品《白骨精现形记》。赵炎是与马季搭档最久的相声演员，与马季合作了27年。
1985年荣获中国十大笑星称号。
2020年11月30日，中国广播说唱团在北京民族宫大剧院举办《相声名家赵炎从艺50周年艺术成就研讨会》。

## 相声作品
- 《红眼病》、《四字歌》、《吹牛》、《五官争功》[2]《地名学》《训徒》[1]
- 《新村新貌》、《吃的研究》、《风格赞》、《戏剧杂谈》

## 相关
- 相声演员师承关系